# منیر وکیلی
منیره وکیلی (۲۷ آذر ۱۳۰۲ – ۹ اسفند ۱۳۶۱) خواننده سوپرانو ایرانی بود. او نخستین خواننده ایرانی بود که آهنگ‌های محلی ایرانی را در ایران و صحنه موسیقی بین‌المللی رواج داد.

## زندگی‌نامه

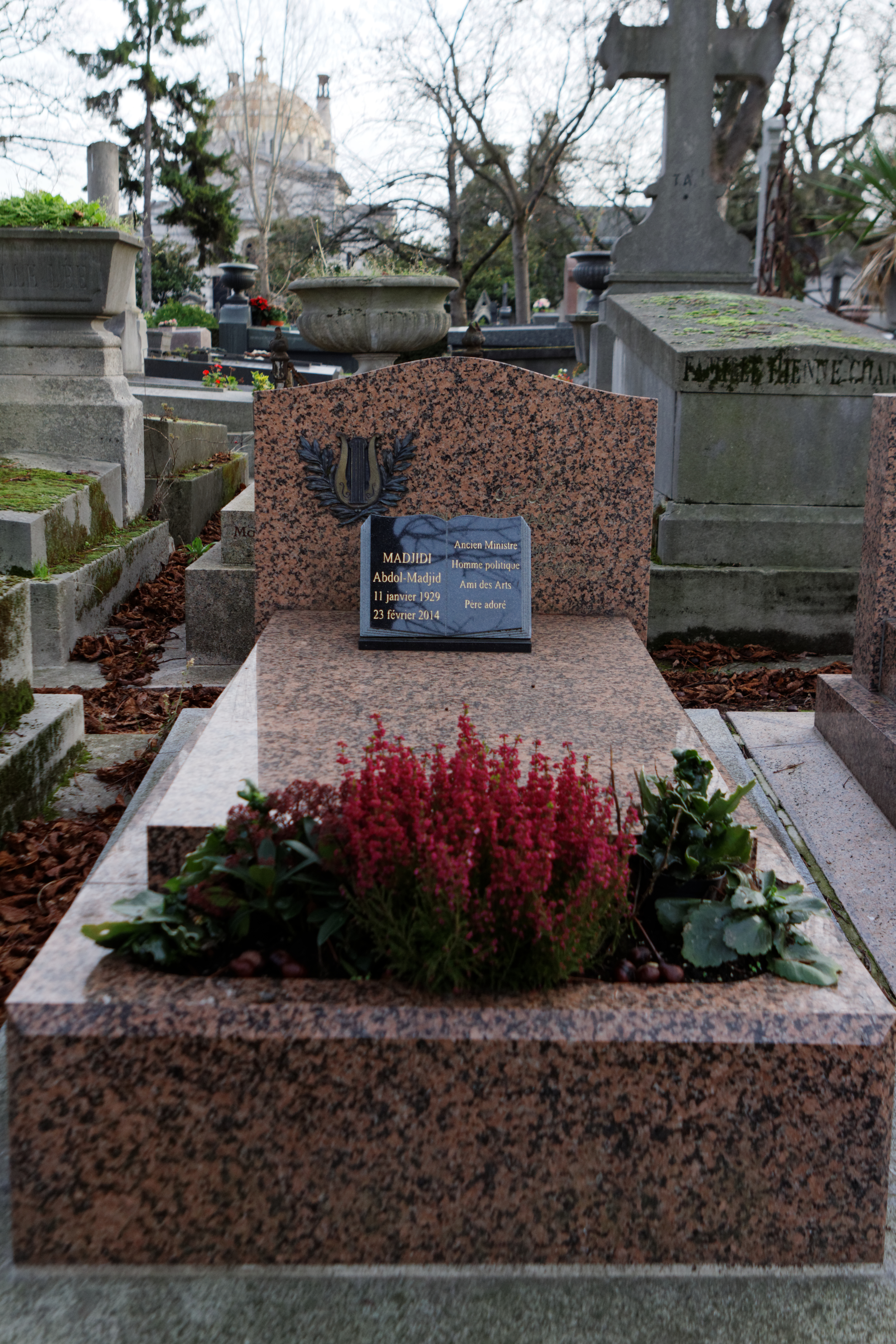
گورستان پر لاشز

منیر در خانواده ای از علاقه مندان به هنر و موسیقی در تبریز متولد شد. پدرش علاقه او را به اپرا تشویق و از تصمیم او برای تحصیل در خارج پشتیبانی کرد. منیر صدا و تئاتر را در کنسرواتوار ملی سوپریور موسیقی و دانس پاریس خواند و آموزش کارگردانی اپرا را در کنسرواتوار موسیقی نیوانگلند در ماساچوست بوستون ادامه داد. منیر وکیلی از پایه‌گذاران «گروه اپرای تهران» در تالار رودکی بود. او در نقش‌هایی از جمله مادام باترفلای، میمی در La Bohème , Violetta در La Traviata و Liu در Turandot در تالار رودکی ایفای نقش کرد. او قصد داشت سطح هنر ایران را به استانداردهای جهانی برساند. مجموعه‌ای را در تلویزیون ملی ایران با منتخبی از تالار رودکی تهیه کرد که مجری آن نیز بود؛ جشنواره فیلم اپرا را برپا و یک هنرستان پرورش خواننده به صورت یک مدرسه شبانه‌روزی با بودجه دولتی برای آموزش و تربیت هنرجویان در هنر اپرا و آواز کرال بود را تأسیس کرد. 
منیر در سال ۱۹۵۱ در جشنواره جوانان برلین (در بخش آواز) مقام اول را کسب کرد و در سال ۱۹۷۵ جایزه فروغ فرخزاد را دریافت کرد. او در سال ۱۹۵۸ آلبومی به نام «Chants et Danses de Perse» (موسیقی و رقص‌های ایران) را در پاریس با محتوای ترانه‌هایی از مناطق گوناگون ایران ضبط کرد. برای این صفحه وکیلی برنده جایزه بزرگ دو دیسک آکادمی چارلز کروس شد. آلبوم «بازگشت» احیا شده‌ی این اثر است.
منیره به مدرسه آمریکایی همدان رفت و به عنوان تکخوان و عضو گروه کر کلیسا اجرا می‌کرد.

## جوایز، افتخارات و جزئیات دیگر
او در کنسرواتوار ملی موسیقی پاریس ۱۹۴۹–۱۹۵۲ در رشته آواز اپراتیک و هنرهای نمایشی تحصیل کرد.
او در سال‌های ۱۹۵۷–۱۹۵۵، مربی آواز هنرستان عالی موسیقی در تهران بود. در مؤسسه فرانسه و سفارت رومانی رسیتال‌هایی اجرا کرد. او در کنسرواتوار نیوانگلند در بوستون، ماساچوست در رشته کارگردانی اپرا تحصیل کرد. او نخستین صحنه‌های اپرای تلویزیونی را از مادام باترفلای و لا تراویاتا در تلویزیون ثابت در ماه مه ۱۹۶۱ روی صحنه برد. او از سال ۱۶۹۶ تا ۱۹۷۱، تکخوان و عضو گروه کر انجمن دوستان فرهنگ فرانسه بود.
او مدیر اجرایی برنامه‌های تالار رودکی برای شبکه NIRTV (برنامه هنرهای نمایشی)، تهیه‌کننده اجرایی اولین جشنواره فیلم اپرا در جهان در تالار رودکی تهران، مدیر اجرایی، تهیه‌کننده و مجری برنامه تلویزیونی «NIRTV: تالار رودکی تقدیم می‌کند (برترین برنامه‌های سال در سراسر کشور پخش شد) بود.
او در ۱۹ اپرا به عنوان نقش اول یا دوم ظاهر شد و دو اپرای بزرگ را در تهران کارگردانی کرد.
او به اتفاق فاخره صبا و اِولین باغچه‌بان از پایه‌گذاران نخستین «گروه اپرای تهران» در ۱۳۴۶، مؤسس فرهنگستان صدا در سال ۱۳۵۴، و عضو هیئت رئیسه جشنواره بین‌المللی هنر شیراز بود.

## جوایز
او در سال ۱۹۵۱ جایزه بهترین آهنگ‌های محلی جشنواره جوانان برلین را دریافت کرد. همچنین در سال ۱۳۵۵ برنده جایزه فروغ فرخزاد شد.

## زندگی شخصی
او در روسیه، تاجیکستان، بلغارستان، رومانی، فرانسه، آلمان، ایتالیا و ایالات متحده تور و اجراهای زیادی داشت. وی با عبدالمجید مجیدی (وزیر کار) ازدواج کرد حاصل این ازدواج دو دختر با نام‌های شهرزاده (با نام مستعار ZaZa) و جمیله. 
منیر وکیلی در ۲۸ فوریه ۱۹۸۳ در بلژیک در حین رانندگی به یک گردهمایی غیررسمی با دیپلمات‌های برجسته، بر اثر برخورد خودروی شوهرش با یک تانک در سانحه رانندگی جان باخت. او در گورستان پرلاشز در پاریس به خاک سپرده شده است.